# Марина из Оренсе
 Марина из Оренсе, Марина из Аквас Сантас (исп. Marina de Aguas Santas, Байона, провинция Понтеведра, Галисия, Испания, 119 г. — 139 г., Оренсе, Испания) — святая Римско-католической церкви, девственница, мученица. Имя святой связано с местом её мученичества, которое произошло в городе Оренсе. Почитается как одна из девяти святых сестёр, в числе которых также святая Либерата (Вильгефортис). Марину из Оренсе не следует путать с мученицей Маргаритой Антиохийской, которая на Востоке называется святой Мариной.

## Агиография

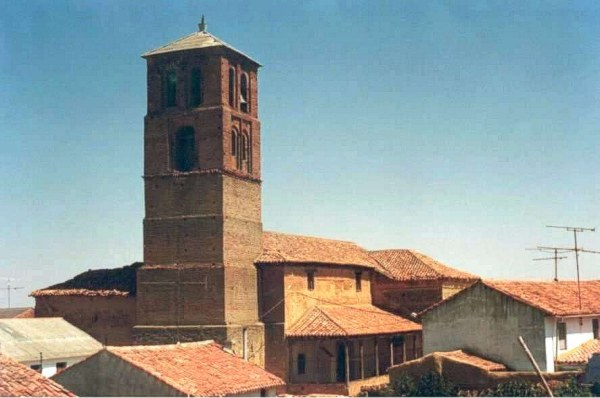
Церковь святой Марины, Майорга, Испания

Марина родилась в городе Байона, провинция Понтеведра, Галисия в семье римского губернатора Галисии и Лузитании Луция Кастелия Севериуса и его жены Кальсии. Марина была одной из девяти их дочерей. Кальсия, испугавшись, что муж интерпретирует её многочисленные роды как знак её неверности, велела топить служанке Силе, которая была христианкой, своих новорождённых детей. Сила, не подчиняясь своей хозяйке, тайно крестила девочек и отдавала их на воспитание другим людям. Марина и её сестра Либерата были крещены святым Овидием, епископом города Брага, и выросли в христианской вере. Когда сёстрам было по двадцать лет, их обвинили в том, что они не подчиняются римским законам, предписывающим поклоняться римским богам. Марину и Либерату представили губернатору Луцию Кастелию Севериусу и сказали, что они являются его дочерьми. Отец попросил своих дочерей отказаться от христианства, обещая им предметы роскоши. Сёстры отказались и были заключены в тюрьму. Им удалось бежать из тюрьмы, но через некоторое время их схватили и казнили через обезглавливание. На месте казни Марины возник родник, который стали называть «Аквас Сантас» («Святой Источник»).
О распространении её почитания свидетельствуют многочисленные церкви, посвящённые святой Марине в Галисии, Кордове и Севилье.
День памяти в Католической церкви — 18 июля.